# Frantz Kruger
Frantz Kruger (Dél-afrikai Köztársaság Kempton Park, 1975. május 22. –) olimpiai bronzérmes, dél-afrikai származású finn atléta, diszkoszvető. Jelenleg ő tartja a dél-afrikai és a finn nemzeti, valamint az afrikai kontinens-rekordot.

## Sportpályafutása
1994-ben 58,22 méteres eredménnyel győzött a junior világbajnokságon. 1998-ban szerezte első sikereit felnőtt versenyekről. Ebben az évben második lett a nemzetközösségi játékokon, győzött az afrikai bajnokságon, 1999-ben pedig az Universiadén lett első.
2000-ben vett részt első alkalommal az olimpiai játékokon. Sydney-ben a második legjobb eredménnyel jutott be a döntőbe, ahol a litván Virgilijus Alekna és a német Lars Riedel mögött harmadik, bronzérmes lett.
2001-ben csak a nyolcadik helyen végzett a világbajnokságon, 2002-ben viszont győzött a nemzetközösségi játékokon. 2004-ben újfent afrikai bajnok lett. Ez volt utolsó sikere a Dél-afrikai Köztársaság színeiben. Az athéni olimpián hatodikként zárt, azonban a magyar Fazekas Róbert kizárása után az ötödik helyre lépett elő.
2007 óta finn színekben versenyez. 2008-ban megnyerte a finn bajnokságot, és tizenegyedikként végzett a pekingi olimpián.

## Egyéni legjobbjai
- Diszkoszvetés (szabadtér) - 70,32 m (2002)
- Diszkoszvetés (fedett) - 64,00 m (2008)

## Magánélete
Házas, felesége Heli Koivula Kruger finn hármasugrónő. Frantz 2007-ben vette fel a finn állampolgárságot, és 2007 augusztusától már Finnország színeiben versenyez. Nem sokkal később, egy Helsingborgban rendezett nemzetközi versenyen 69,97-dal új finn rekordot dobott.